# Palau Castanyer
El Palau Castanyer és un edifici situat als carrers dels Boters (plaça de la Cucurulla) i de la Palla de Barcelona, catalogat com a bé cultural d'interès local.

## Història

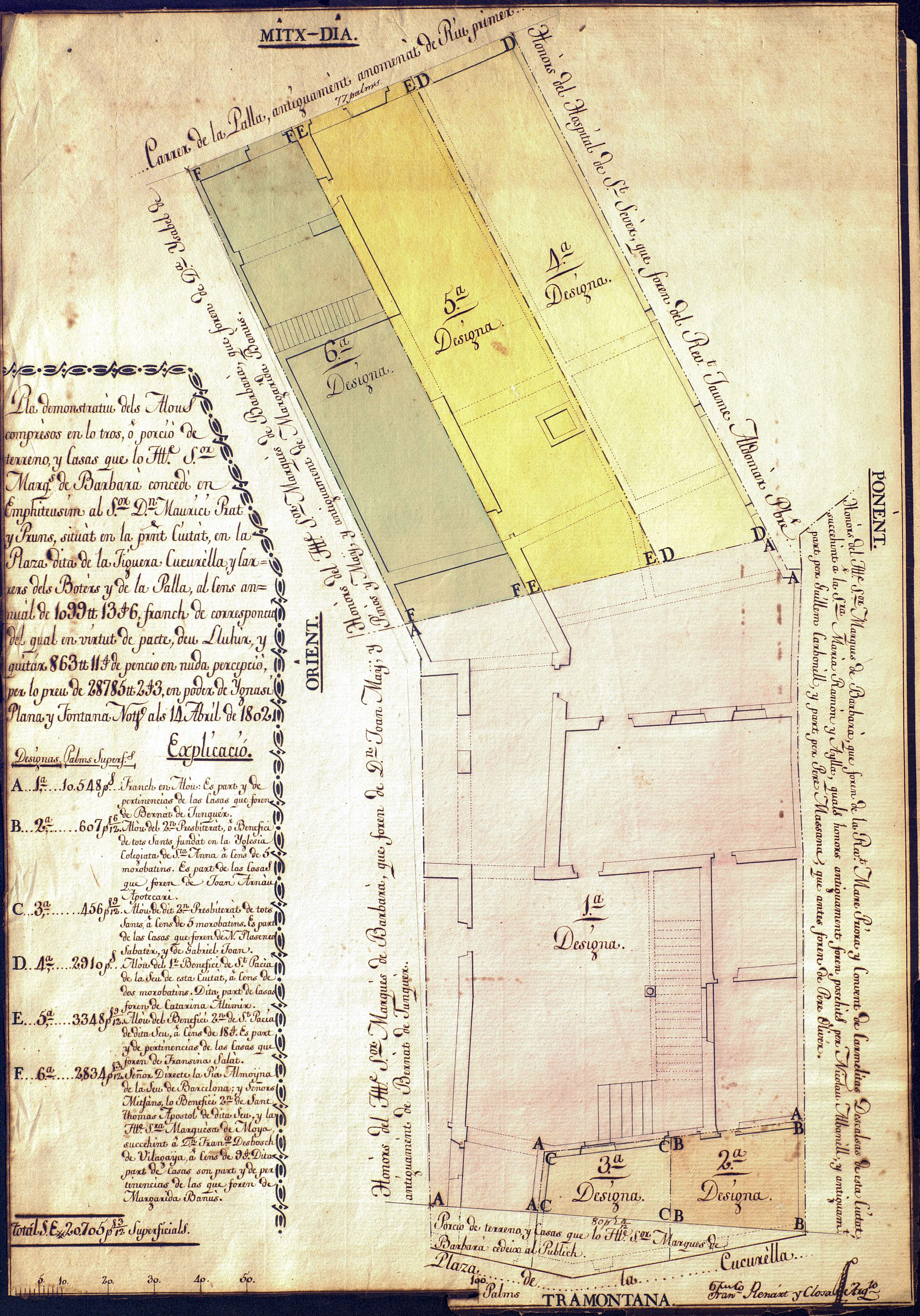
Plànol dels alous establerts pel marquès de Barberà a Maurici Prat

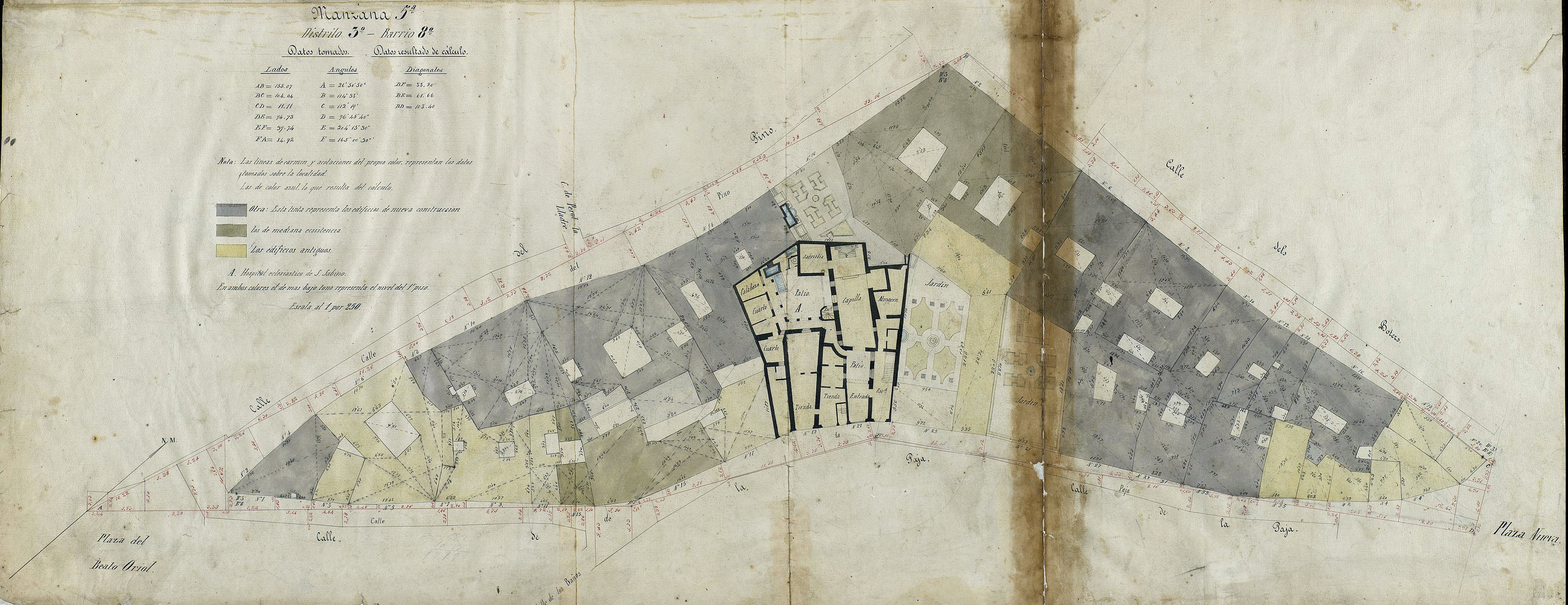
Quarteró de Garriga i Roca núm. 61b (c. 1860)

En aquest indret hi havia la Casa Mai-Pinós, propietat dels marquesos de Barberà i malmesa pels bombardejos del setge de 1713-1714. El 1802, el marquès Josep Esteve Galceran de Pinós i Sureda de Santmartí i el seu fill Josep Ramon de Pinós i Copons de la Manresana van establir-ne una part al comerciant Maurici Prat i Pruns, que a principis de l'any següent demanà permís per a construir-hi un edifici als carrers dels Boters i de la Palla, segons el projecte del mestre de cases Joan Massanes.
El 1835, Joaquim Castanyer i Molet (1804-1858), que havia adquirit la propietat, demanà permís per a reformar-la i aixecar un tercer pis a la façana principal, segons el projecte de l'arquitecte Ramon Molet.

## Descripció
El palau consta de planta baixa, tres pisos, golfes i terrat.
A la planta baixa s'obren tres grans portals d'arc pla i el parament és de grans carreus encoixinats i de textura rugosa. Al primer pis hi ha tres balcons individuals, recolzats sobre mènsules i amb barana de ferro forjat. Les portes tenen la llinda decorada amb un frontó recolzat sobre mènsules, i el timpà decorat amb un relleu de mitja esfera en negatiu. Al segon i tercer pis també s'obren tres balcons de característiques similars als de la planta noble, però aquí les obertures només estan decorades amb una motllura llisa i les del tercer pis són més estretes que les inferiors. A continuació una cornisa separa l'últim pis de les golfes on hi ha tres petites finestres rectangulars. Corona la façana una cornisa. El parament, igual que els palaus renaixentistes, a partir del primer pis té els carreus amb un encoixinat menys marcat i són menys rugosos a mesura que guanya alçada, fins a arribar a les golfes on és llis.
A través del portal central de la planta baixa s'accedeix a un vestíbul, cobert amb volta de canó rebaixada, que dona pas a l'antic pati amb l'escala coberta per accedir al principal. Els quatre costats del pati s'obren amb arcs rebaixats sobre pilars amb capitell dòric. Al final de la planta baixa hi havia les cotxeres on encara es pot veure els antics abeuradors.
Al primer pis destaca el jardí amb el terra enrajolat, una escultura femenina al centre, quatre grans jardineres i una font adossada a la paret. En aquest nivell encara es conserven alguns elements decoratius com les motllures dels sostres, una paret decorada amb columnes jòniques que aguanten un arquitrau i una habitació rodona coberta amb cúpula. Aquesta està decorada amb uns nervis radials i una clau de volta daurats. L'estança està decorada amb columnes daurades i les obertures emmarcades per motllures del mateix color.